# Blood-C: The Last Dark
Blood-C: The Last Dark (劇場版 BLOOD-C The Last Dark?, Gekijōban Blood-C: The Last Dark ) è un film d'animazione del 2012 diretto da Naoyoshi Shiotani.
La pellicola è basata sulla serie televisiva anime Blood-C della Production I.G.

## Trama
Nonostante l’emanazione da parte delle Autorità dell’Ordinanza sulla Gioventù per far rispettare il coprifuoco ai minori e regolamentare l’uso di Internet, i giovani continuano a lottare clandestinamente per la propria libertà. Uno dei gruppi più impegnati in questa lotta è il SIRRUT. L’obbiettivo dei loro membri è smascherare Fumito Nanahara, un uomo che ha una grande influenza sulla politica e che controlla Tokyo in maniera assoluta. Utilizzando Internet come mezzo per raccogliere più informazioni possibile su Fumito, i membri del SIRRUT s’imbattono nella TOWER, un’organizzazione segreta che sostiene Fumito e che sembra condurre terribili esperimenti sugli esseri umani.
Proprio quando i membri del SIRRUT tentano un agguato nella metropolitana per scoprire e svelare al mondo chi sta dietro la TOWER, improvvisamente appare una misteriosa creatura, un Furukimono, che si avventa sui passeggeri di un convoglio in transito su quella linea. Durante la strage fa la sua comparsa Saya, una giovane ragazza armata di spada che riesce ad uccidere il Furukimono. Lei è la stessa Saya che ha perso le persone che le erano più care nel terribile incidente nella provincia di Ukishima. Per lei rimane quindi solo un ultimo mistero da svelare: che tipo di esperimenti Fumito e la TOWER stanno conducendo coi Furukimono? Saya, in cerca di vendetta su Fumito, dà inizio alla battaglia finale.

## Produzione
Il film è stato finanziato dall'agenzia per gli affari culturali con 50 milioni di yen.

## Promozione
Il film è stato annunciato contemporaneamente con la serie televisiva l'8 aprile 2011. Il teaser del film è andato in onda il 2 giugno 2011, subito dopo la trasmissione dell'ultimo episodio della serie, mentre il primo trailer del film è stato presentato il 2 aprile 2012.

## Distribuzione
La première cinematografica in Giappone del film si è tenuta il 2 giugno 2012.